# Bernat Pujol (canonge)
|  | Pel que fa al religiós i professor universitari del Rosselló que visqué als segles xvi i xvii, vegeu Bernat Pujol. |

Bernat Pujol (Camp de Tarragona, segle XIV - Tarragona, 1410) va ser sacerdot i canonge de la Seu de Tarragona i Cambrer de la vila de Reus. El càrrec de Cambrer de Reus comportava el domini senyorial d'un terç de la vila, la residència al Castell del Cambrer i la totalitat de la senyoria i els delmes pel que fa al terme parroquial, i estava reservat al canonge cambrer de la catedral de Tarragona.
El Cisma d'Occident, que va portar a l'existència de dos Papes, va provocar una estranya situació a Catalunya, ja que el rei Pere el Cerimoniós, en lloc de mostrar obediència a un dels dos, es va manifestar "indiferent" sense acceptar-ne cap. Aquesta postura, evidentment interessada del rei, va repercutir a l'església catalana i va tenir conseqüències directes a la Seu de Tarragona, a la Cambreria de Reus i en general als pobles del Camp de Tarragona. Els temps previs a aquest període havien estat una contínua picabaralla entre el rei i l'arquebisbe Pere de Clasquerí, a causa de la jurisdicció a la ciutat i al Camp de Tarragona per part de l'església. Al morir l'arquebisbe el 1380 el rei va aprofitar l'especial situació provocada pel Cisma per veure si es podia apoderar de la jurisdicció de la ciutat i el Camp, però es va trobar amb l'aferrissada resistència de la mitra per part del paborde Guillem Sescomes. Davant d'aquesta resistència el rei va intentar que l'administració de la Mitra, que en aquell moment era "sede vacante" fos ocupada, no pel paborde, tal com per llei corresponia, sinó per la segona dignitat, el Cambrer, que aleshores era un home de la seva confiança, Bernat Pujol. De fet Pujol no va ser mai cambrer legalment, ja que l'havia nomenat el rei i no l'arquebisbe o el papa, com era preceptiu.
Quan va morir el Cambrer Pierre Flandrin el 1381 el rei va aprofitar l'ocasió i l'11 de març d'aquell any va fer llegir a la plaça del Mercadal de Reus una carta seva on es deia que com que Urbà VI i Climent VII es disputaven el papat, davant d'aquesta situació se sentia confús sobre a quin papa havia d'obeir, i que per això havia determinat ser indiferent a tots dos. I com que cap dels dos papes podia cobrir les vacants que s'havien produït a l'església de Tarragona, ho feia ell mateix, justificant la seva acció amb una disposició de Gregori XI. Així va nomenar substitut del bisbe fins que un altre en fos nomenat i cambrer, l'ardiaca de Sant Llorenç, Bernat Pujol, manant que a continuació se li donés possessió de la dignitat a la vila de Reus. Des d'aquell moment va tenir lloc una batalla constant entre el paborde i el cambrer "intrús". El rei va enviar per a reduir els pobles del Camp a l'autoritat del Cambrer al noble Bernat de Vilademany. Es van assaltar les viles de Riudoms, Constantí i Vilabella, i s'intentà assaltar Valls, produint grans danys a tot el territori. Quan a finals de 1386 s'havia aconseguit que els pobles, a través de la violència, acceptessin Bernat Pujol com a regent de la Mitra, el rei va canviar radicalment de parer, i va deixar les coses tal com estaven en un principi. Una tradició explica que el rei va rebre una bufetada de santa Tecla, patrona de Tarragona, que se li va aparèixer en somnis, queixant-se del mal que estava fent a la seva església.
Bernat Pujol va ser destituït, tant de cambrer de Reus com de primera autoritat eclesiàstica i van ser perseguits tots els seus partidaris després de la mort del rei Pere, als primers dies de l'any 1387. A la cambreria de la vila de Reus hi accedí Felip d'Alençon. Bernat Pujol va morir, quan era una altra vegada ardiaca de Sant Llorenç, el gener de 1410. Andreu de Bofarull diu que Bernat Pujol o Bernat Despujol era un agent secret del rei Pere i home de confiança de la seva esposa Sibil·la de Fortià. El rei el va nomenar cambrer per controlar el paborde i el capítol de la catedral.